# 岡山中央郵便局
岡山中央郵便局（おかやまちゅうおうゆうびんきょく）は、岡山県岡山市北区にある郵便局である。民営化前の分類では集配普通郵便局であった。局番号は54001。

## 概要

### 住所
- 〒700-8799：岡山県岡山市北区中山下2-1-1

### 併設施設
- ゆうちょ銀行岡山店（広島支店岡山出張所）：取扱店番号540010

### 分室・有人出張所

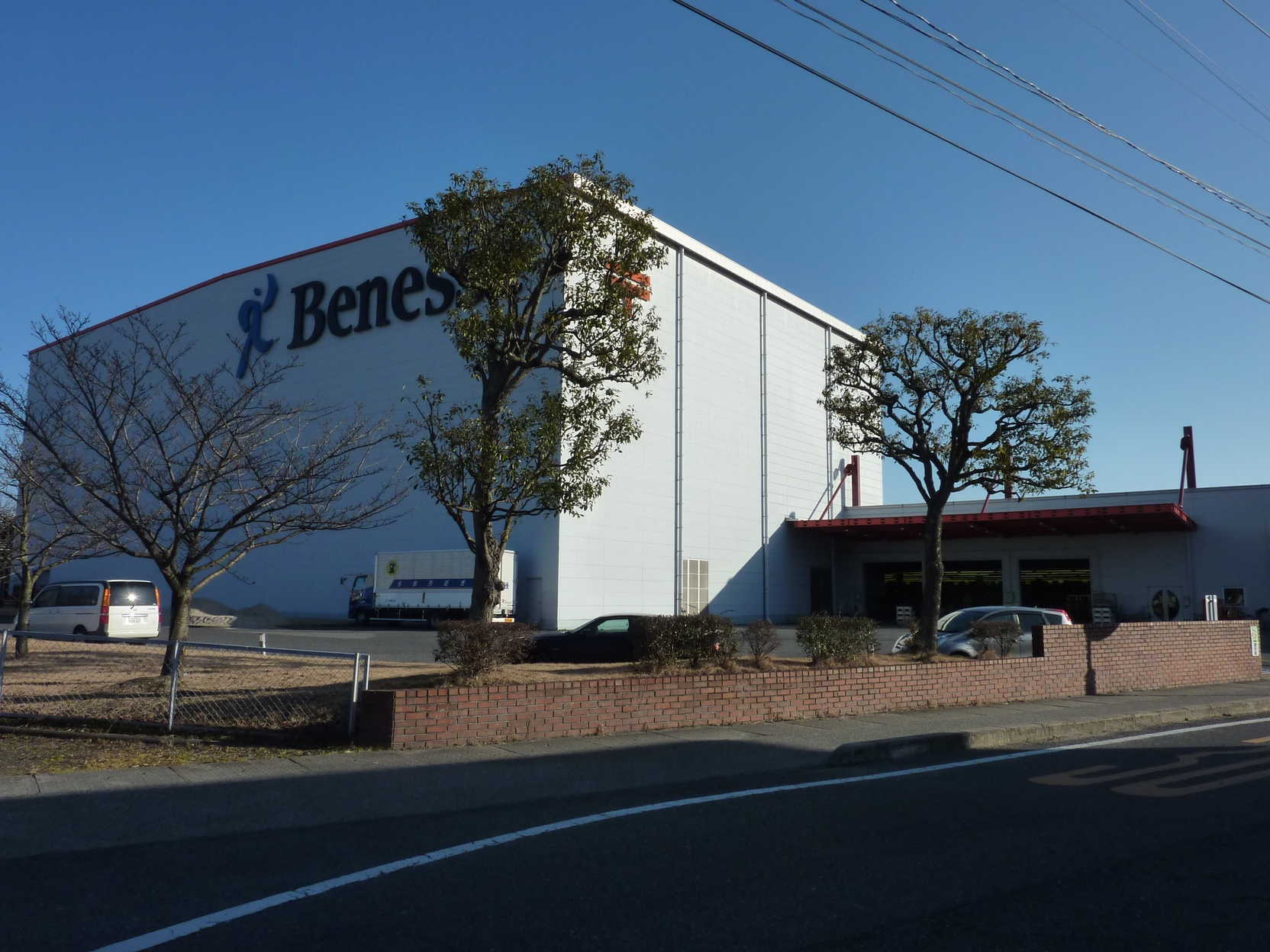
長船分室

#### 現在の分室・有人出張所
- 岡山県庁内分室（54001E）（北緯34度39分42.2秒 東経133度56分6.1秒 / 北緯34.661722度 東経133.935028度）

岡山県庁舎内に設置。郵便関連業務のみ取り扱う。ゆうちょ銀行広島支店岡山県庁内出張所（店外ATM）を併設。かつては当局の県庁内分室（54001A）で、民営化に先立ち、岡山東郵便局岡山県庁内分室（54414A）として親局の変更が行われた。その後、業務変更により郵便のみの取扱となったことから、2013年（平成25年）4月に再度当局の分室となった。局番号および局所コードは、「旧県庁内分室」の番号ではなく、「旧岡山市役所内臨時出張所（岡山市役所内ポスタルショップ）」の番号を復帰させて使用。

#### 以前あった分室・有人出張所
過去には以下の分室・有人出張所が存在した。
- 長船分室（54001D）

民営化に伴い廃止。施設・業務などは郵便事業岡山支店長船分室に移管・継続されたが、2012年（平成24年）6月に窓口を閉鎖。
- 岡山市役所内臨時出張所（岡山市役所内ポスタルショップ）（54001E）

民営化に先立ち、岡山東郵便局岡山市役所内分室（54414B）として分室化と親局の変更が行われた。
- 天満屋内分室（54001F）（北緯34度39分42.5秒 東経133度55分44.1秒 / 北緯34.661806度 東経133.928917度）

天満屋岡山本店6階に設置。郵便関連業務のみ取り扱う。ゆうちょ銀行広島支店天満屋岡山店内出張所（店外ATM）を併設。かつては当局の天満屋内臨時出張所（ポスタルショップ桃太郎）（54001C）で、民営化に先立ち、岡山東郵便局天満屋内分室（54414A）として分室化と親局の変更が行われた。その後、業務変更により郵便のみの取扱となったことから、2013年（平成25年）4月に再度当局の分室となった。局番号および局所コードは、「旧天満屋内臨時出張所（ポスタルショップ桃太郎）」の番号ではなく、新たな番号を使用。

### 無人出張所（局外ATM）
民営化前は以下の場所に出張所としてATMを設置していた。民営化後も同じ場所にATMがあるが、管理はゆうちょ銀行広島支店となっている。
- 岡山一番街内出張所
- 岡山大学内出張所 - 岡山大学津島キャンパス内
- 岡山理科大学内出張所
- 津島モール内出張所
- 第一セントラルビル2号館内出張所

## 沿革

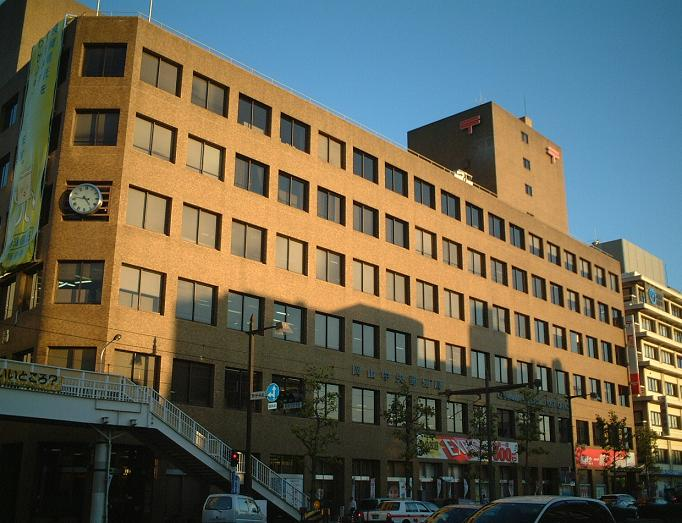
日本郵政公社時代（2005年10月）

- 1872年1月14日（明治4年）12月5日 - 岡山郵便取扱所として開設[1]。
- 1873年（明治6年）4月 - 岡山郵便役所となる[1]。
- 1875年（明治8年）1月1日 - 岡山郵便局（二等）となる。翌日より為替取扱を開始[1]。
- 1878年（明治11年）3月20日 - 貯金業務を開始[1]。
- 1885年（明治18年） - 電信業務を開始[1]。
- 1889年（明治22年）4月1日 - 岡山郵便電信局となる[1]。
- 1903年（明治36年）4月1日 - 通信官署官制の施行に伴い岡山郵便局となる[1]。
- 1947年（昭和22年）5月21日 - 岡山市上伊福字西町の岡山県庁構内に岡山県庁内分室を設置[2]。
- 1957年（昭和32年）
  - 7月1日 - 岡山県庁の移転に伴い、岡山県庁内分室を岡山市内山下に移転するとともに県庁内分室に改称。
  - 8月1日 - 県庁内分室において、電話通話および和文電報受付事務の取り扱いを開始。
- 1968年（昭和43年）6月1日 - 県庁内分室における簡易生命保険および郵便年金の窓口事務を廃止。
- 1969年（昭和44年）4月1日 - 岡山中央郵便局に改称[3][4]。
- 1974年（昭和49年）2月4日 - 旭川以東の集配業務を、同日設置された岡山東郵便局に移管。
- 1979年（昭和54年） - 局内で現金書留などが盗まれる被害。アルバイトの高校生が書類送検[5]。
- 1989年（平成元年）12月1日 - 天満屋内臨時出張所（ポスタルショップ桃太郎）を設置。
- 1991年（平成3年）
  - 3月6日 - 邑久郡長船町長船に長船分室を設置。郵便業務のみ取り扱い。
  - 10月1日 - 外国通貨の両替および旅行小切手の売買に関する業務取扱を開始。
- 2000年（平成12年）7月1日 - 岡山市役所内臨時出張所（岡山市役所内ポスタルショップ）を設置。郵便・貯金業務のみ取り扱い。
- 2006年（平成18年）9月11日 - 牟佐郵便局（〒701-2199→〒701-2141）から「701-21xx」区域の集配業務を移管[6]。
- 2007年（平成19年）
  - 3月5日 - 以下の地域で地域区分局の変更を実施。
    - 苫田郡鏡野町のうち旧・富村の区域（〒719-33xx→〒708-07xx）を倉敷郵便局から当局へ変更。
    - 倉敷市のうち茶屋町地域（〒709-11xx→〒710-11xx）を当局から倉敷郵便局へ変更。

  - 7月30日 - 天満屋内臨時出張所（ポスタルショップ桃太郎）・岡山市役所内臨時出張所（岡山市役所内ポスタルショップ）を岡山東郵便局の分室へ変更。同時に県庁内分室を岡山東郵便局岡山県庁内分室へ改称・所属変更。
  - 10月1日 - 民営化に伴い、併設された郵便事業岡山支店、ゆうちょ銀行岡山店、かんぽ生命保険岡山支店に一部業務を移管。同時に長船分室を郵便事業岡山支店に移管。
- 2012年（平成24年）10月1日 - 日本郵便株式会社の発足に伴い、郵便事業岡山支店を岡山中央郵便局に統合。
- 2013年（平成25年）4月1日 - 岡山東郵便局の岡山県庁内分室・天満屋内分室を当局の分室へ変更[7][8]。
- 2015年（平成27年）
  - 2月1日 - 岡山市南区芳泉一丁目・二丁目の全域および芳泉三丁目の一部地域[9]の集配業務を岡山南郵便局に移管[10]。
  - 3月2日 - 津高郵便局から「701-11xx」区域の集配業務および保険の渉外業務を岡山中央郵便局に、貯金の渉外業務をゆうちょ銀行岡山店に、それぞれ移管。
  - 10月13日 - かんぽ生命保険岡山支店が当局から岡山市北区磨屋町10-12交通オアシスビルに移転[11]。
- 2017年（平成29年）8月28日 - 郵便番号上2桁が70の地域（岡山県東部）の地域区分業務を岡山郵便局（岡山県総社市）へ移管。
- 2018年（平成30年）3月12日 - 吉備郵便局から「701-01xx」区域のうち、岡山市北区の区域（旧吉備郡吉備町域）[12]の集配業務を移管[13]。
- 2024年（令和6年）3月16日 - 天満屋内分室を廃止[14]。

## 取扱内容

### 岡山中央郵便局
- 郵便、印紙、ゆうパック、内容証明
- 生命保険、バイク自賠責保険、自動車保険、がん保険、引受条件緩和型医療保険 - 平日18時まで営業。
- 岡山市北区、南区内の一部地域（〒700-00xx、700-08xx、700-09xx、700-85xx、700-86xx、700-87xx、701-01xx（701-010x～011x、0192～0195を除く）、701-11xx、701-21xx）の集配業務。
- ゆうゆう窓口

### ゆうちょ銀行岡山店
- 貯金、貸付、為替、振替、振込、国際送金、外貨両替、国債、投資信託、変額年金保険、住宅ローン - 平日18時まで営業。
- ATM

## 周辺
- 天満屋岡山本店
- 岡山表町商店街
- 岡山ロフト
- クレド岡山
- 川崎医科大学総合医療センター
- 国道53号（国道180号重複）
- 旭川

## アクセス
- 岡山電気軌道清輝橋線 郵便局前電停から徒歩で約3分。
- 岡電バス・両備バス・下電バス・中鉄バス ・備北バス・めぐりん「NTT岡山前」バス停下車。
- 山陽自動車道 岡山ICから南東へ約6km。
- 駐車場あり：10台分がある。